# Mafia mexicaine
La mafia mexicaine, aussi connue sous le nom de la Eme (la lettre M en espagnol) est une organisation criminelle mexico-américaine (aussi présente en Europe) et est l'un des plus vieux et plus puissant gang des prisons des États-Unis. Elle a vu le jour dans les années 50 : il s’agissait d’un gang de Californie du Sud (sureños), essentiellement de Los Angeles et San Diego.
Les membres emprisonnés de la Eme se font parfois tatouer une main noire sur le corps et suivent des règles strictes (las reglas) : pas d’affrontements entre membres, pas de mouchardage, pas de lâcheté, pas de drogues dures, pas de relation homosexuelle et ne pas manquer de respect à la petite amie d’un autre membre.

## Alliés et Rivaux
États-Unis
La Eme contrôle presque tous les gangs Chicano du sud de la Californie. Ces gangs sont plus ou moins obligés de suivre les ordres des membres de la mafia mexicaine, car des menaces de mort pèsent sur ceux qui décident de ne pas se plier à cette règle. La mafia mexicaine a une alliance intime avec la Fraternité aryenne, principalement due à leurs rivaux communs à l'intérieur du système carcéral : les Noirs (mayates) qu’ils détestent pareillement.
Le principal rival de la mafia mexicaine est la Nuestra Familia, connu également sous le nom de Benzo. La mafia mexicaine est aussi rivale du gang de la Black Guerrilla Family qui fait alliance avec la Nuestra Familia.